# Laurits Nicolai Balslev
Laurits Nicolai Balslev (17. oktober 1845 i Hammer - 12. oktober 1923 i Odense). Uddannet cand. theol. i 1871. Hjælpepræst ved Aarhus Domkirke i tiden omkring 1876, og i 1877 sognepræst til Hvilsager og Lime. Provst i Vester Hæsinge Kirke i perioden 1883 - 1895 og senere biskop i Fyens Stift i perioden 1903 - 1922. Gift med Maria Magdalene Fenger i 1876 i Skt. Johannes kirke i København.